# Tour de la province de Milan
le Tour de la province de Milan est une ancienne course cycliste disputée dans la Province de Milan. Cette course se composait de deux épreuves, contre-la-montre à deux sur route et d'une épreuve sur piste (sauf en 1932). Deux éditions en 1921, 1922, 1924, 1925 et 1939. Costante Girardengo  s'est imposé six fois et Gino Bartali 4 fois.

## Palmarès
| Année | Vainqueur                              | Deuxième                               | Troisième                            |
| ----- | -------------------------------------- | -------------------------------------- | ------------------------------------ |
| 1917  | Gaetano Belloni Alfredo Sivocci        | Costante Girardengo Angelo Gremo       | Oscar Egg Luigi Lucotti              |
| 1919  | Costante Girardengo Angelo Gremo       | Francis Pélissier Henri Pélissier      | Gaetano Belloni Alfredo Sivocci      |
| 1920  | Giuseppe Belloni Giuseppe Azzini       | Luigi Annoni Costante Girardengo       | Alfredo Sivocci Leopoldo Torricelli  |
| 1921  | Costante Girardengo Giuseppe Azzini    | Giovanni Brunero Alfredo Sivocci       | Angelo Gremo Gaetano Belloni         |
| 1921  | Angelo Gremo Gaetano Belloni           | Francis Pélissier Henri Pélissier      | Giovanni Brunero Alfredo Sivocci     |
| 1922  | Gaetano Belloni Costante Girardengo    | Pietro Linari Alfredo Sivocci          | Giovanni Trentarossi Adriano Zanaga  |
| 1922  | Gaetano Belloni Giovanni Brunero       | Giuseppe Azzini Bartolomeo Aimo        | Angelo Gremo Costante Girardengo     |
| 1923  | Costante Girardengo Giovanni Brunero   | Émile Masson Félix Sellier             | Heiri Suter Max Suter                |
| 1924  | Giovanni Brunero Bartolomeo Aimo       | Émile Masson Félix Sellier             | Heiri Suter Max Suter                |
| 1924  | Costante Girardengo Ottavio Bottecchia | Pietro Linari Gaetano Belloni          | Nicolas Frantz Romain Bellenger      |
| 1925  | Achille Souchard Romain Bellenger      | Bartolomeo Aimo Camillo Arduino        | Adelin Benoît Hector Martin          |
| 1925  | Costante Girardengo Ottavio Bottecchia | Alfonso Piccin Adriano Zanaga          | Heiri Suter Kastor Notter            |
| 1926  | Giovanni Brunero Alfredo Binda         | Pietro Linari Domenico Piemontesi      | Armand Blanchonnet Marcel Bidot      |
| 1932  | Alfredo Binda Raffaele Di Paco         | Costante Girardengo Learco Guerra      | Alfredo Bovet Michele Mara           |
| 1934  | Raffaele Guerra Domenico Piemontesi    | Fabio Battesini Alfredo Binda          | Francesco Camusso Giovanni Cazzulani |
| 1935  | Learco Guerra Fabio Battesini          | Aldo Bini Vasco Bergamaschi            | Gino Bartali Giuseppe Martano        |
| 1936  | Gino Bartali Learco Guerra             | Domenico Piemontesi Giovanni Cazzulani | Alfredo Binda Giuseppe Olmo          |
| 1937  | Maurice Archambaud Aldo Bini           | Gino Bartali Pierino Favalli           | Fabio Battesini Learco Guerra        |
| 1938  | Gino Bartali Pierino Favalli           | Giovanni Cazzulani Secondo Magni       | Carmine Saponetti Mario Ricci        |
| 1939  | Giovanni Valetti Cino Cinelli          | Gino Bartali Pierino Favalli           | Fausto Coppi Severino Rigoni         |
| 1939  | Gino Bartali Pierino Favalli           | Cino Cinelli Giovanni Valetti          | Severino Rigoni Fausto Coppi         |
| 1940  | Gino Bartali Pierino Favalli           | Fiorenzo Magni Vito Ortelli            | Osvaldo Bailo Primo Zuccotti         |
| 1941  | Fausto Coppi Mario Ricci               | Adolfo Leoni Fiorenzo Magni            | Pierino Favalli Mario De Benedetti   |
| 1942  | Gino Bartali Pierino Favalli           | Fausto Coppi Mario De Benedetti        | Fiorenzo Magni Glauco Servadei       |
| 1943  | Fiorenzo Magni Glauco Servadei         | Gino Bartali Pierino Favalli           | Mario De Benedetti Giovanni Valetti  |